# Serenade in Blue
| Recensione | Giudizio |
| ---------- | -------- |
| AllMusic   | [ 1 ]    |

Serenade in Blue è il secondo album discografico da solista del chitarrista statunitense Al Caiola, pubblicato dalla casa discografica Savoy Records nel 1956.

## Tracce
Lato A
1. Serenade in Blue – 4:30 (Mack Gordon, Harry Warren) – Registrato il 27 dicembre 1955 a New York
2. Don't Worry About Me – 4:45 (Ted Koehler, Rube Bloom) – Registrato il 14 dicembre 1955 a New York
3. Moments Like This – 5:00 (Burton Lane) – Registrato il 14 dicembre 1955 a New York
4. Early Autumn – 4:10 (Johnny Mercer, Ralph Burns, Woody Herman) – Registrato il 27 dicembre 1955 a New York

Lato B
1. Black and Blue – 3:45 (Harry Brooks, Andy Razaf, Fats Waller) – Registrato il 27 dicembre 1955 a New York
2. Indian Summer – 5:00 (Victor Herbert) – Registrato il 14 dicembre 1955 a New York
3. Blue in the Night – 4:15 (Al Caiola) – Registrato il 27 dicembre 1955 a New York
4. Drambuie – 3:00 (Al Caiola) – Registrato il 14 dicembre 1955 a New York

- Nelle note su CD Al Caiola è riportato erroneamente come Al Caiora, sui vinili della London Records la data di registrazione (errata) dei brani è riportata come febbraio 1956

## Musicisti
Serenade in Blue / Early Autumn / Black and Blue / Blue in the Night
- Al Caiola - chitarra
- Bernie Privin - tromba
- Ronnie Ball - pianoforte
- Clyde Lombardi - contrabbasso
- Kenny Clarke - batteria

Don't Worry About Me / Moments Like This / Indian Summer / Drambuie
- Al Caiola - chitarra
- Hank Jones - pianoforte
- Romeo Penque - flauto, clarinetto basso, corno inglese
- Clyde Lombardi - contrabbasso
- Kenny Clarke - batteria

Note aggiuntive:
- Ozzie Cadena - produttore
- Rudy Van Gelder - ingegnere della registrazione